# Georginio Rutter
Pour les articles homonymes, voir Rutter.
Georginio Rutter, né le 20 avril 2002 à Plescop (Morbihan), est un footballeur français qui évolue au poste d'avant-centre au Brighton & Hove Albion.

## Biographie

### Carrière en club

#### Stade rennais FC
Originaire de Plescop, dans le Morbihan, Georginio Rutter commence sa formation à l’AS Ménimur, avant de passer par le Vannes OC, pour enfin rejoindre le Stade rennais FC en 2017. Le 8 août 2018, il signe son premier contrat professionnel avec le club en s'engageant pour trois saisons, soit jusqu'en juin 2021,. Il devient alors le plus jeune joueur à signer avec le Stade rennais FC.
Le 26 septembre 2020, à l'occasion d'un match de Ligue 1 contre l'AS Saint-Étienne, il fait ses débuts professionnels avec le Stade rennais FC en remplaçant Eduardo Camavinga dans le temps additionnel (victoire, 3-0).
Le 8 décembre 2020, il dispute son premier match en Ligue des champions lors du dernier match de poule contre le Séville FC, entrant en jeu à la place de M'Baye Niang à la 70e minute. Il marque son premier but sur penalty à la 86e minute, devenant ainsi le plus jeune Français à marquer en C1 depuis Kylian Mbappé. Il fait alors partie d'une très jeune génération rennaise issue du centre de formation, qui s'illustre lors de la saison 2020-2021, à l'instar d'Eduardo Camavinga, Adrien Truffert, Brandon Soppy ou encore Yann Gboho.

#### TSG Hoffenheim
Le 1er février 2021, Georginio Rutter quitte sa Bretagne natale et le Stade rennais FC pour s'engage avec le club allemand du TSG Hoffenheim. Il y signe un contrat de quatre ans, soit jusqu'en juin 2025,. Le montant du transfert est estimé à 1 million d'euros.
Le 18 février 2021, il dispute son premier match pour son nouveau club ainsi que ses premiers pas en Ligue Europa contre le Molde FK (match nul, 3-3). Trois jours plus tard, en Bundesliga, il inscrit son premier but sous ses nouvelles couleurs face au SV Werder Brême à peine trois minutes après son entrée en jeu (victoire, 4-0).
Le 14 janvier 2022, il prolonge son contrat d'une année supplémentaire avec le TSG Hoffenheim, soit jusqu'en juin 2026.

#### Leeds United
Le 14 janvier 2023, Georginio Rutter signe un contrat de cinq ans avec Leeds United, soit jusqu'en juin 2028,. Le coût du transfert est estimé à 40 millions d'euros, un record pour le club des Peacocks,,.

#### Brighton & Hove Albion
Le 19 août 2024, Georginio Rutter s'engage avec Brighton & Hove Albion en paraphant un contrat de cinq ans, soit jusqu'en juin 2029,. Le montant du transfert est estimé à 47 millions d’euros, un record pour le club,,.
Le 24 août 2024, il dispute son premier match avec les Seagulls en remplaçant Kaoru Mitoma à la 90e minute (victoire, 2-1).

### Carrière en sélection
Avec les moins de 17 ans, Georginio Rutter participe au championnat d'Europe des moins de 17 ans en 2019. Lors de cette compétition organisée en Irlande, il participe à cinq rencontres. Il marque un but lors du second match de poule contre la Suède, puis délivre deux passes décisives, contre les Pays-Bas et la Tchéquie. La France s'incline en demi-finale face à l'Italie,.
Georginio Rutter dispute ensuite la Coupe du monde des moins de 17 ans qui se déroule au Brésil. Lors du mondial junior, il prend part à cinq matchs. Devant la triplette Nathanaël Mbuku – Adil Aouchiche – Isaac Lihadji, il se montre décisif au poste d'avant-centre, avec un doublé face à Haïti en phase de poule, puis un but en quart de finale face à l'Espagne. La France se classe troisième du mondial, en battant les Néerlandais — les champions d'Europe en titre — lors de la « petite finale »,.
Avant de porter le maillot de l'équipe de France espoirs, il inscrit un total de 21 buts en 55 sélections.
Le 29 août 2024, il est retenu dans la première liste des Bleuets de Gérald Baticle pour affronter la Slovénie et la Bosnie,.

## Statistiques
| Saison                | Club                   | Championnat           | Championnat | Championnat | Championnat | Coupe nationale | Coupe nationale | Coupe nationale | Coupe de la Ligue | Coupe de la Ligue | Coupe de la Ligue | Compétition(s) continentale(s) | Compétition(s) continentale(s) | Compétition(s) continentale(s) | Compétition(s) continentale(s) | Play-Offs | Play-Offs | Play-Offs | Total | Total | Total |
| Saison                | Club                   | Division              | M.          | B.          | P.d.        | M.              | B.              | P.d.            | M.                | B.                | P.d.              | Comp.                          | M.                             | B.                             | P.d.                           | M.        | B.        | P.d.      | M.    | B.    | P.d.  |
| 2020-2021             | Stade rennais FC       | Ligue 1               | 4           | 0           | 0           | 0               | 0               | 0               | -                 | -                 | -                 | C1                             | 1                              | 1                              | 0                              | -         | -         | -         | 5     | 1     | 0     |
| Sous-total            | Sous-total             | Sous-total            | 4           | 0           | 0           | 0               | 0               | 0               | 0                 | 0                 | 0                 | -                              | 1                              | 1                              | 0                              | -         | -         | -         | 5     | 1     | 0     |
| 2020-2021             | TSG Hoffenheim         | Bundesliga            | 9           | 1           | 0           | 0               | 0               | 0               | -                 | -                 | -                 | C3                             | 2                              | 0                              | 0                              | -         | -         | -         | 11    | 1     | 0     |
| 2021-2022             | TSG Hoffenheim         | Bundesliga            | 33          | 8           | 2           | 3               | 0               | 1               | -                 | -                 | -                 | -                              | -                              | -                              | -                              | -         | -         | -         | 36    | 8     | 3     |
| 2022-2023             | TSG Hoffenheim         | Bundesliga            | 15          | 2           | 2           | 2               | 0               | 1               | -                 | -                 | -                 | -                              | -                              | -                              | -                              | -         | -         | -         | 17    | 2     | 3     |
| Sous-total            | Sous-total             | Sous-total            | 57          | 11          | 4           | 5               | 0               | 2               | 0                 | 0                 | 0                 | -                              | 2                              | 0                              | 0                              | -         | -         | -         | 64    | 11    | 6     |
| 2022-2023             | Leeds United           | Premier League        | 11          | 0           | 1           | 2               | 0               | 0               | -                 | -                 | -                 | -                              | -                              | -                              | -                              | -         | -         | -         | 13    | 0     | 1     |
| 2023-2024             | Leeds United           | Championship          | 45          | 7           | 16          | 2               | 1               | 1               | 1                 | 0                 | 0                 | -                              | -                              | -                              | -                              | 3         | 1         | 0         | 51    | 9     | 17    |
| 2024-2025             | Leeds United           | Championship          | 1           | 0           | 0           | 0               | 0               | 0               | 1                 | 0                 | 0                 | -                              | -                              | -                              | -                              | 0         | 0         | 0         | 2     | 0     | 0     |
| Sous-total            | Sous-total             | Sous-total            | 57          | 7           | 17          | 4               | 1               | 1               | 2                 | 0                 | 0                 | -                              | 0                              | 0                              | 0                              | 3         | 1         | 0         | 66    | 9     | 18    |
| 2024-2025             | Brighton & Hove Albion | Premier League        | 27          | 5           | 2           | 3               | 3               | 1               | 0                 | 0                 | 0                 | -                              | -                              | -                              | -                              | -         | -         | -         | 30    | 8     | 3     |
| Sous-total            | Sous-total             | Sous-total            | 27          | 5           | 2           | 3               | 3               | 1               | 0                 | 0                 | 0                 | -                              | 0                              | 0                              | 0                              | 0         | 0         | 0         | 30    | 8     | 3     |
| Total sur la carrière | Total sur la carrière  | Total sur la carrière | 145         | 22          | 24          | 12              | 4               | 3               | 2                 | 0                 | 0                 | -                              | 3                              | 1                              | 0                              | 3         | 1         | 0         | 165   | 28    | 27    |

## Palmarès
France -17 ans
- Coupe du monde des moins de 17 ans
  - Troisième place : 2019.

### Distinctions personnelles
- Membre de l'équipe-type de Championship en 2024 (EFL)[31].